# Krokodil (rivista)
Krokodil (in russo Крокодил?, Krokodil, in italiano "coccodrillo") è stata una rivista satirica pubblicata in Unione Sovietica e per un breve periodo nella Federazione russa. È stata fondata nel 1922 come supplemento alla Rabočaja Gazeta (con il titolo «Приложения», ovvero "Supplemento") e assunse il nome Krokodil quando divenne una pubblicazione separata. Il titolo fu scelto durante una riunione editoriale tra una lista di nomi di animali. All'epoca, esistevano numerose riviste di satira, come Zanoza e Prožektor, ma quasi tutte furono chiuse successivamente.

## Storia

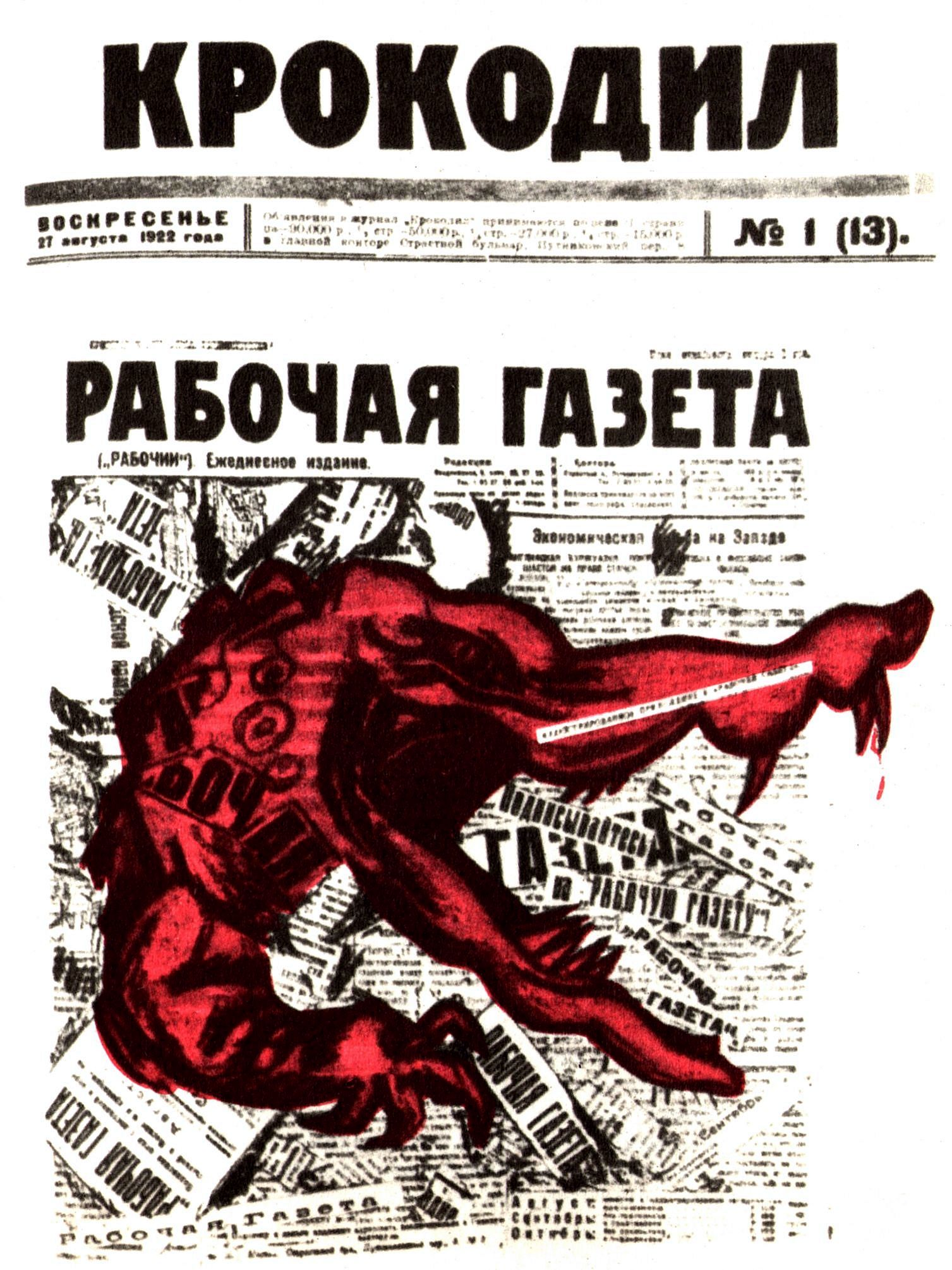
Copertina del primo numero del Krokodil realizzata da I. Maljutin.

Krokodil uscì per la prima volta nel 1922 come appendice settimanale della Rabočaja Gazeta.
Secondo le memorie del fumettista Boris Efimov Desjat’ desjatiletij, all'inizio questo inserto illustrato non aveva un nome e veniva chiamata semplicemente "Supplemento". Secondo Efimov, l'allegato conteneva una "parte satirica" che "si espandeva di numero in numero e presto si trasformò essenzialmente in una vera e propria rivista satirica, che non aveva il suo nome". Il nome Krokodil è stato inventato da Sergej Gessen, un giovane impiegato della Rabočaja Gazeta, e approvato da Konstantin Eremeev, il primo editore della rivista.
Sebbene fosse pericoloso fare satira durante gran parte del periodo sovietico, al Krokodil fu permessa una considerevole licenza per prendere in giro figure politiche ed eventi. Gli argomenti tipici e sicuri della satira sovietica riguardavano la mancanza di iniziativa e immaginazione promossa dallo stile di vita di un medio burocrate sovietico, e i problemi dell'alcolismo sul posto di lavoro. Krokodil ridicolizzò anche i paesi capitalisti e attaccò vari gruppi politici, etnici e religiosi che si opponevano presumibilmente al sistema sovietico.
Dopo un massiccio attacco politico e ideologico alla "satira borghese" durante la NEP e con l'entrata in vigore di nuove leggi sulla censura, Krokodil rimase l'unica rivista satirica di tutta l'Unione Sovietica a partire dal 1933, quando la rivista Lapot' fu chiusa. Il significato attribuito alla satira dal regime diventa particolarmente evidente quando si confronta il destino del Krokodil con quello del collettivo OBERIU, formato da scrittori futuristi come Daniil Charms, Aleksandr Vvedenskij e Nikolaj Olejnikov e altri.
Tra il 1930 e il 1934, Mihail Manuil’skij è stato direttore della rivista, dopo successo con il giornale Rabočij kraj di Ivanovo-Voznesensk (l'attuale Ivanovo). Durante questo periodo, il comitato editoriale della rivista comprendeva Jakov Bel’skij (vicedirettore), Isaak Pavlovič Abramskij (capo della redazione) e Lazar’ Mitnickij (capo del dipartimento letterario).
Grazie ad un importante patrocinio politico (l'editore era infatti il fratello minore del leader comunista ucraino Dmitrij Manuil’skij), la rivista evitò la partecipazione attiva alle campagne politiche ma rimase cauta nelle dichiarazioni e nelle critiche. Per la prima volta nel giornalismo satirico sovietico, il Krokodil "si rivolse direttamente al lettore":
( G. A. Skorochodov, Сатирическая журналистика («Крокодил», «Лапоть», «Смехач», «Чудак»), collana Очерки истории русской советской журналистики, Наука, 1968,  p. 469.)
I numeri della rivista venivano pubblicati in cinque versioni diverse: Mosca, Urale-Siberiana, Leningrado e Ucraina. Inoltre, venivano pubblicati dei volanti speciali (gli šturmovki, "assalti") dal titolo Krokodil u nas ("Il Krokodil è con noi") che riportavano le piante di singole fabbriche. Con il Krokodil — agitatoru ("Krokodil l'agitatore") vi era un “blocco note satirico” (satiričeskij bloknot), mentre la rivista Kinokrokodil era dedicata al cinema d'animazione.
Dopo la chiusura della Rabočaja Gazeta nel 1930, la Pravda divenne l'editore del Krokodil e la rivista, scegliendo una strategia per le sue attività satiriche, poté agire in modo relativamente indipendente. La rivista si oppose quindi alla RAPP (Rossijskaja Associacija Proletarskich Pisatelej, "Associazione russa degli scrittori proletari") e il suo leader Leopol’d Averbach, mentre nell'autunno del 1933 sfidò il governo non pubblicando degli articoli sull'apertura del Canale Mar Bianco-Mar Baltico, cercando poi di resistere alla lotta contro i "parassiti" e alle purghe staliniane.
Al Krokodil hanno collaborato scrittori come:
- Michail Zoščenko,
- Il'ja Il'f ed Evgenij Petrov
- Valentin Kataev
- Michail Vol'pin
- Arkadij Buchov
- Viktor Ardov
- Emil' Krotkij
- Michail Gluškov
- Michail Čeremnych
- Kukryniksy
- Boris Efimov
- Konstantin Rotov
- Vladimir Močalov

Venivano periodicamente pubblicati gli articoli di Ėduard Bagrickij, Jurij Oleša e di Semën Kircanov.
Per il Krokodil hanno contribuito anche Vladimir Majakovskij, Valentin Kataev, Michail Zoščenko e Jason Gersamija.
Alla fine del 1933, l'NKVD scoprì nella redazione del Krokodil una "formazione controrivoluzionaria" dedita all'"agitazione antisovietica" sotto forma di composizione e distribuzione di testi satirici illegali. A seguito di un'indagine che vide il coinvolgimento di Lev Mechlis (all'epoca caporedattore della Pravda), due impiegati della rivista - Emil Krotkij e Vol'pin - furono arrestati, il comitato editoriale venne sciolto e l'editore Manuilskij perse il lavoro. Con la decisione dell'Orgburo del Comitato centrale del Partito bolscevico, il Krokodil venne posto completamente sotto il controllo della Pravda e da quel momento iniziò a partecipare a tutte le campagne politiche sovietiche. Michail Kol'cov divenne il nuovo editore della rivista aggiornata, con Lazar' Lagin come vice. La redazione era diretta da Arkadij Buchov, precedentemente collaboratore dell'OGPU-NKVD. Tra il 1936 e 1940, molti impiegati della rivista che lavoravano sotto Manuilskij furono arrestati.
Dal 1934, Krokodil divenne la più importante voce ufficiale della politica a tutti i livelli. La rivista pubblicava sia materiali satirici sia illustrazioni di importanti risultati raggiunti dall'URSS.
Dopo la Grande Guerra Patriottica, Manuil Semënov fu il caporedattore della rivista per circa vent'anni, affiancato per molto tempo da Boris Egorov, un umorista e scrittore di fantascienza inviato dal Partito e più rispettoso delle direttive del Comitato Centrale. Nel 1978 la tiratura della rivista è documentata a quasi 6 milioni di copie
La satira del Krokodil non si limitava solo alle tematiche della vita politica e sociale, ironizzando su burocrati, ubriaconi, corrotti, sabotatori e la gente comune, e alla critica dei dirigenti incompetenti al livello medio e basso dell'apparato statale. Gli autori facevano riflessioni anche su questioni chiave ed eventi centrali della politica interna ed estera, estendendosi dalle accuse di Lev Trockij, dalle spie e i "nemici del popolo" fino al revanscismo della Germania occidentale, all'imperialismo americano e dei suoi Stati satelliti, al colonialismo, alla NATO ecc., fino all'inizio della perestrojka. Durante la sua esistenza, la rivista mantenne il suo carattere irriverente, con minime eccezioni.
Nel corso della storia dell'Unione Sovietica, il Krokodil si interessò alle varie politiche del regime, come la lotta contro i "cosmopoliti senza radici" nella campagna antisemita tra il 1948 e il 1953. Durante il "complotto dei medici", la rivista pubblicava vignette satiriche estreme che erano notevolmente esagerate rispetto al materiale simile in altri periodici sovietici.
Il regista Michail Romm notò che gli insulti esagerati da parte di una serie di vignette del Krokodil, pubblicate tra il marzo del 1949 e l'ottobre del 1953, avevano enfatizzato il sentimento razzista.
Nel 1965, il compositore Dmitrij Šostakovič scrisse l'opera 121 Cinque romanze su testi dalla rivista "Krokodil" per basso e pianoforte (in russo Пять романсов на слова из журнала «Крокодил» для баса и фортепиано?, Pjat’ romansov na slova iz žurnala «Krokodil» dlja basa i fortepiano).

### Novyj Krokodil
Nel 2000, a causa di finanziamenti insufficienti, il Krokodil cessò le pubblicazioni.
Da settembre del 2001, la rivista Novyj Krokodil ("Nuovo Krokodil") iniziò ad essere pubblicata fino all'agosto del 2004, per poi riprendere con il nome originale a Mosca nell'agosto 2005 sotto la direzione del giornalista Sergej Mostovščikov. Uno degli azionisti era Dmitrij Muratov, caporedattore del quotidiano Novaja Gazeta. Concepito per una cerchia ristretta di lettori, il Krokodil moscovita non riuscì a guadagnare la sua precedente fama e alla fine venne chiuso nel 2008.

## Rubriche fisse
- Naročno ne pridumaeš’ (dal 1959) - una raccolta di varie curiosità inviate dai lettori sulla stampa, l'agitazione, la vita quotidiana, ecc. Alcune raccolte della rubrica sono state pubblicate in edizioni separate nella Biblioteke „Krokodila“ nel 1977, nel 1981 (due volte) e nel 1989
- Vily v bok! - rubrica su temi vari
- Krokodil pomog - note sulle misure adottate a seguito della pubblicazione della rivista. Queste apparivano sia in modo indipendente sia in raccolte di lettere inviate lettori: Krokodil’skij uzel svjazi, Pis’movoditel’, Vily berët čitatel’, Krok-press e altre
- Mimochodom - rubrica dedicata agli aforismi. Nei numeri di Capodanno, veniva chiamata Igolki s ёlki
- Ulybki raznych širot (dal 1971) - umorismo dall'estero. Nel 1988 venne ribattezza The Crocodile etc.
- Krokodil’skij vesëlyj krossvord (dal 1983)
- Kakoj ja chozjain? (dal 1983) - rubrica sulla cattiva gestione di enti o servizi
- Ba, znakomye vsë lica! (dal 1983) - vignette ed epigrammi su temi culturali e artistici
- V našem cehe - Bollettino su nuovi libri satirici e umoristici, opere teatrali, film, ecc.
- Talanty i poklonniki - articoli e caricature su argomenti legati all'arte, principalmente quella teatrale
- Pod uglom 40 gradusov - articoli e vignette contro l'alcolismo
- U Totoši i Kokoši (dal 1982) - sezione dedicata ai bambini
- Slova, slova... (pubblicato nella rubrica Ulybki raznyh širot) - una selezione di aforismi ironici, in parte ideati da persone reali e in parte da autori fittizi: a volte gli aforismi erano firmati con Iz zapisnych knižek Don Kichota ("Dai quaderni di Don Chisciotte"),[12] Fol’klor šumerskih rostovščikov ("Folklore dei prestatori sumeri"),[13] o Sobačij jumor ("Umorismo del cane")[14]
- Krokodilinki - Vignette e caricature umoristiche
- Krokodil’skij izozalp - raccolte di vignette satiriche su vari argomenti
- Krokodil’skij koncert - vignette satiriche con didascalie tratte da canzoni popolari
- Vokryg sveta i tymy - caricature e pamphlet su argomenti internazionali. Questa sezione ha assunto nel corso degli anni diversi titoli come Echo, Echo sobytij, Krokodil’skim vzgljadom e TAK - Telegrafnoe agentstvo Krokodila
- Molodëžnyj „Satirobus“ (1976-1979) - sezione dedicata ai giovani e a cura del giovane giornalista Michail Kazovskij. Comprendeva le seguenti rubriche:
  - Komsomol'skaja strojka
  - Moral’nyj tupik, Chimčistka, Detskaja komnata milicii, Podval’čik - satira
  - Škola molodoj hozjajki, Atel’e „Vizg mody“ - parodie di consigli utili, ricette e altro
  - Peteušinskij prospekt - bollettino sulle scuole professionali
  - Škol’naja naberežnaja - bollettino sulla scuola
  - Moi universitety - bollettino degli studenti universitari
  - Zavodskaja prohodnaja - bollettini sui temi della produzione industriale
  - Urožajnaja ploščad’ - bollettini sull'agricoltura
  - Izostudija „Proba flomastera“ - caricature
  - Klub „Do-diez“ - bollettino su temi culturali
  - Kafe „Klyki Pegasa“ - rubrica di poesia
  - Izdatel’stvo im. Antoši Čechonte - rubrica dedicata alla creatività dei lettori
  - Gostinica „Inturist“ - umorismo dall'estero
  - Istoričeskij muzej - rirpoposizione di vignette e articoli umoristici
  - Magazin „1001 meloč’“ - parodie
  - Vesedka - interviste a personaggi famosi
  - Glavpočtamt - lettere dai lettori
  - Zapravočnaja stancija - Aforismi umoristici o citazioni da saggi scolastici (sotto la rubrica Sočinjajka)
- Subʺektivnye mini-kinorecenzii (inizio anni ottanta) - epigrammi scritti da Vladimir Volin dedicati ai nuovi film (1924-1988)

## Concorsi
- Kto vy, tovarišč Iks? (1970) — concorso per storie satiriche e umoristiche da inviare con uno pseudonimo.
- Krokodil’skaja satiričeskaja enciklopedija (1971-1972) — concorso per la definizione più divertente di una parola o di un'espressione comune. Quelle migliori inviate dai lettori venivano pubblicate in un libro a parte della serie Biblioteka „Krokodila“[15]
- Truscoj na Parnas! — concorso di quartine a tema sportivo.
- Fantazija — concorso per la migliore caricatura
- Pesni Krokodila — Nel 1978, sulle pagine di Satirobus, venne organizzato un concorso per la miglior canzone umoristica, con la giuria presieduta da Nikita Bogoslovskij e formata da Valentina Tolkunova, Sigizmund Kac, Michail Tanič e Vladimir Semënovič Vysockij. Le quattro canzoni vincitrici furono: Dorogaja redakcija, Genij čistoj krasoty, To li eščë budet e Olimpijskaja igra; le tracce furono successivamente pubblicate dalla Melodija in un vinile intitolato Pesni Krokodila.[16] Una delle canzoni in gara era Pesenka pervoklassnika (To li eščë budet, oj-oj-oj), interpretata da Alla Pugačëva, divenne un singolo di successo. Anche un altro brano ebbe successo — Pesenki sapožnika (Tol’ko ne nado perebivat’), resa famosa da Armen Džigarchanjan.
- Čto by eto značilo? (1977-1979) — concorso per la definizione più divertente di una parola o di un'espressione.

### Personaggi
Sulle pagine della rivista apparivano spesso personaggi di fantasia a cui venivano date delle caratteristiche umane. I più famosi erano:
- Krokodil — era il personaggio fisso e la mascotte della rivista, nonché protagonista della serie animata Mul'tiplikacionnyj Krokodil. Veniva raffigurato come un coccodrillo rosso con un forcone e una pipa. Membro del Komsomol dal 1922, ovvero sin dalla sua nascita fittizia (come scritto nel n. 68 del 1968), era il padre di Totoša e Kokoša. Possedeva un appartamento di tre stanze a Mosca (n. 36, 1987) e un'auto della serie Žiguli (n. 18, 1981; modello sconosciuto). Nel 1990 fondò il partito RKP (Razvlekatel’naja krokodil’skaja partija, "Partito divertente dei coccodrilli") e si suicidò nel 1992 per grave fallimento finanziario; dopo il requiem civile, il corpo fu gettato nell'acqua (n. 6, 1992)
- Totoša e Kokoša — figli di Krokodil (i nomi furono ispirati dai personaggi di Krokodil e Mojdodyr di Kornej Čukovskij), erano i protagonisti della rubrica U Totoši i Kokoši (1982-1989). Rappresentati come due coccodrilli rossi gemelli cresciuti negli anni novanta, Totoša assunse la direzione mentre Kokoša si trasferì negli Stati Uniti per realizzare riviste per uomini
- Bol’šaja Krokodila — moglie di Krokodil che, secondo il n. 36 del 1990, impazzì negli anni trenta
- Nil’skij Krokodil — fratello maggiore di Krokodil e nativo dell'Africa. Entrambi fecero un viaggio attraverso i paesi africani liberati dal colonialismo
- Lev Skamejkin — Corrispondente immaginario del giornale Vokrug sveta i t’my del Krokodil tra il 1976 e il 1980 e nel 1985. Il nome del giornalista è una contaminazione dei nomi dei giornalisti Lev Rubaškin e Jan Skamejkin dal romanzo Zolotoj telënok di Il'ja Il'f ed Evgenij Petrov
- Evgenij Dotošnyj — un pugile protagonista della rubrica Dokumental’nyj detektiv (1982-1984)
- J. Chmel’noj — corrispondente del giornale immaginario Sobutyl’nik e alcolista cronico ("combattente contro la sobrietà"). Con lo pseudonimo di J. Chmel'nij pubblicava articoli su tematiche contro l'alcolismo. Il nome del giornale Sobutyl’nik, era un riferimento al Sobesednik, supplemento della Komsomol'skaja pravda
- Katjuša — mascotte del XII Festival mondiale della gioventù e degli studenti organizzato nel 1985 a Mosca dalla WFDY. Veniva raffigurata come una ragazza in grembiule e con il tradizionale kokošnik russo a forma di margherita. Katjuša passeggiò con Krokodil per le vie del festival moscovita, comparendo così nel numero 21 del 1985
- Starik Sinickij — figlio di Zosia Sinickaja e pronipote del vecchio Sinickj dal romanzo Zolotoj telënok di Il'ja Il'f ed Evgenij Petrov, è un ideatore di puzzle. Era il principale contributore della rubrica Ševeli mozgovoj izvilinoj (1986-1988)
- Principessa Turandot e principe Kalaf — personaggi dell'opera teatrale Turandot del drammaturgo italiano Carlo Gozzi, scrivevano per la rubrica Turandot (1989-1992), rinominata in seguito Ševeli mozgovoj izvilinoj
- Valentin L. Podsvečnikov — imprenditore privato e fondatore della cooperativa "Vitamin C" per risate vitaminiche. A seguito di un accordo concluso con Krokodil, Podsvečnikov comparve nel numero 10 del 1989.
- Arlecchino e Colombina — personaggi del dramma Lo spettacolo dei burattini (in russo Балаганчик?, Balagančik) scritto da Aleksandr Blok nel 1906. Nel Krokodil Arlecchino ha interpretato il ruolo di un comico informale, mentre Colombina si dedicava alla satira formale. Insieme ad Arlecchino e Colombina (così come al fantasma di Blok che venne a visitarli), Crocodile "creò" il numero 10 del 1990.

## Stampa e grafica
A causa delle limitazioni tecniche, la stampa del Krokodil è stata peculiare fino agli anni ottanta: una parte veniva stampata a colori mentre l'altra era in bianco e nero.

## Accoglienza
Uno dei più famosi artisti del Krokodil, German Ogorodnikov, sosteneva che senza la precedente redazione artistica sovietica, una "commissione artistica" professionale, il genere sarebbe morto e molti artisti della rivista avrebbero perso le loro abilità:
(German Ogorodnikov)
L'artista contemporanea Svetlana Doroševa, coautrice della serie di libri Istorija glazami Krokodila. XX vek, ha in parte criticato i contenuti della rivista:
(Svetlana Doroševa)

## Capiredattori

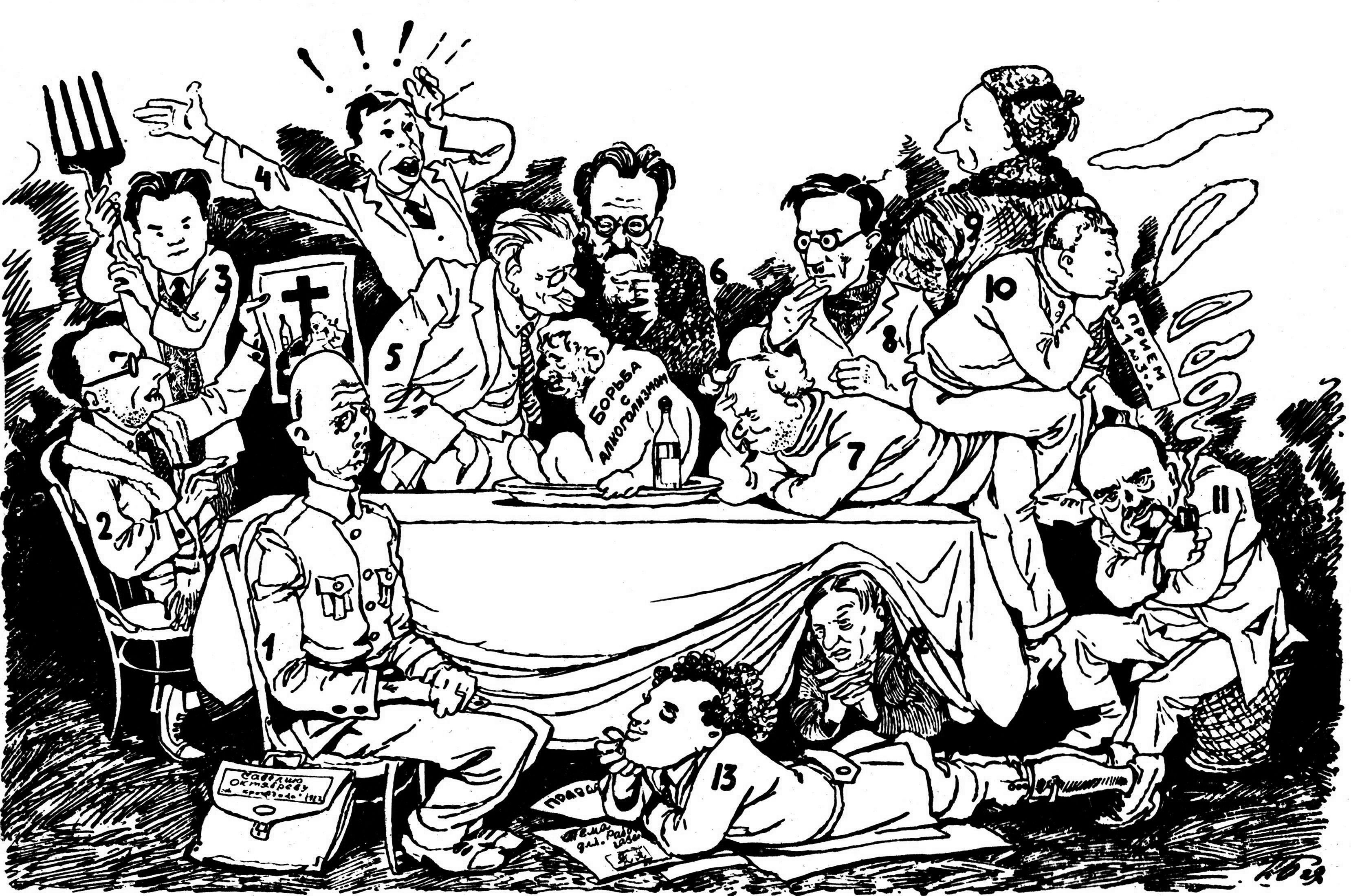
La redazione del Krokodil mentre discute su un tema, vignetta di Pëtr Beljanin, 1929.

- Konstantin Eremeev (1922-1923)
- Nikolaj Smirnov (1924-1927)
- Konstantin Mal'cev (1927-1928)
- Feliks Kon (1928-1930)
- Nikolaj Ivanov-Gramen (1928-1930)
- Michail Manuil’skij (1930-1934)
- Michail Kol'cov (1934-1938)
- Jakov Robinskij (1938-1941)
- Lazar' Lagin (1938-1941)
- Grigorij Ryklin (1941-1948)
- Dmitrij Beljaev (1948-1953)
- Segej Švecov (1953-1958)
- Manuil Semënov (1958-1975)
- Evgenij Dubrovin (1975 - 1985)
- Aleksej P'janov (1986 - 2000)
- Sergej Mostovščikov (2005-2008)

## Riviste analoghe
Riviste simili esistevano in tutta l'Unione e nelle sei repubbliche autonome dell'URSS. Inoltre, le loro riviste satiriche erano disponibili anche in tutti i paesi del blocco orientale: Szpilki e Karuzela in Polonia, Urzica in Romania, Dikobraz e Roháč in Cecoslovacchia, Jеж in Jugoslavia, Styršel ("Vespa") in Bulgaria ed Eulenspiegel nella Repubblica Democratica Tedesca. L'analogo del Krokodil per il cinema e la televisione era Fitil'.

### Periodici simili nelle RSS e RSSA
| Repubblica     | Titolo    | Significato |
| -------------- | --------- | ----------- |
| RSS Ucraina    | Перець    | Pepe        |
| RSS Bielorussa | Вожык     | Riccio      |
| RSS Uzbeka     | Муштум    | Pugno       |
| RSS Kazaka     | Ара       | Bombo       |
| RSS Georgiana  | ნიანგი    | Coccodrillo |
| RSS Azera      | Кирпи     | Riccio      |
| RSS Lituana    | Šluota    | Scopa       |
| RSS Moldava    | Кипэруш   | Pepe        |
| RSS Lettone    | Dadzis    | Cardo       |
| RSS Kirghisa   | Чалкан    | Ortica      |
| RSS Tagika     | Хорпуштак | Riccio      |
| RSS Armena     | Ոզնի      | Riccio      |
| RSS Turkmena   | Токмак    | Maglio      |
| RSS Estone     | Pikker    |             |
| RSSA Baschira  | Хэнэк     | Forcone     |
| RSSA Ciuvascia | Капкан    | Trappola    |
| RSSA del Komi  | Чушканзі  | Vespa       |
| RSSA dei Mari  | Пачемыш   | Vespa       |
| RSSA Tatara    | Чаян      | Scorpione   |
| RSSA Udmurta   | Шӧкыч     | Calabrone   |